# Éric Viennot
Pour les articles homonymes, voir Viennot.
Éric Viennot est un créateur multimédia français, né le 10 mars 1960 à Lyon et mort le 27 juillet 2022 à Marseille des suites d'un cancer de l’estomac. Il est le concepteur des séries de jeux vidéo Les Aventures de l'oncle Ernest et In memoriam.

## Biographie
Éric Viennot naît le 10 mars 1960 à Lyon, grandit
à Bourg-en-Bresse, puis étudie les arts plastiques à la Sorbonne.
Dans les années 1980, ce plasticien de formation pratique la peinture, la photographie et la vidéo. Il fait partie du groupe d'art multimédia Equipage 10 qui expose dans plusieurs pays européens (France, Allemagne, Italie, Danemark). Il passe le Capes et l’agrégation d’arts plastiques puis enseigne à l’université Paris-I Panthéon-Sorbonne dès 1986 pendant cinq ans.
En 1990, il crée avec Marie Viennot et José Sanchis le studio Lexis Numérique, spécialisé dans un premier temps dans les images de synthèse. Éric Viennot participe alors à de nombreux projets multimédia destinés à la jeunesse en tant que designer graphique et directeur artistique, parmi lesquelles plusieurs adaptations de films ou de contes mondialement connus : Les Aventures du poisson Arc-en-ciel, La Belle et la Bête, E.T l'extraterrestre, Le Livre de la Jungle, et L'Album secret de l'oncle Ernest  en 1998. Ce premier volet de la série Les Aventures de l'oncle Ernest lui vaut de nombreuses distinctions internationales. Il l’adapte en livre par la suite, avec Le Trésor de l'oncle Ernest.
Éric Viennot est également l’auteur et le réalisateur de la série In memoriam (Missing aux États-Unis), un nouveau concept de jeu d'aventure et d'enquête à la convergence du jeu vidéo, d’Internet et du cinéma, réalisation qui lui vaudra le prix SACD 2003.
Il est le parrain de la seconde promotion de l'ENJMIN.
Il a reçu le titre de chevalier des Arts et des Lettres en mars 2007.
En 2012, après quatre ans de développement, il sort le jeu Alt-Minds, en partenariat avec Orange.
En 2021, il réalise une enquête sur la vie mystérieuse de Marc Liblin parue sous la forme d'une newsletter bihebdomadaire d'une cinquantaine de numéros. Marc Liblin connaît une langue inconnue depuis son enfance qui se révèle être celle des habitants de l'ile de Rapa Iti dans le pacifique.

## Principales réalisations
- Série Les Aventures de l'oncle Ernest
  - L'Album secret de l'oncle Ernest (1998)
  - Le Fabuleux Voyage de l'oncle Ernest (1999)
  - L'Île mystérieuse de l'oncle Ernest (2000)
  - Le Temple perdu de l'oncle Ernest (2003)
  - La Statuette maudite de l'oncle Ernest (2004)
  - Le Trésor de l'oncle Ernest (livre-jeu, 2000)
- Série Les Aventures Bidule de l'oncle Ernest
  - La Boîte à bidules de l'oncle Ernest (2002)
  - Le Bidulo Trésor de l'oncle Ernest (2003)
  - Big Bang Bidule chez l'oncle Ernest (2004)
  - La Boîte à bidules : Mission bidule WX-755 (2006)
- Série In memoriam
  - In memoriam (2003)
  - In memoriam : La Treizième Victime (2004)
  - In memoriam : Le Dernier Rituel (2006)
- eXperience 112 (2007)
- Alt-minds (2012)
- L'homme qui rêvait dans une langue inconnue, Michel Lafon (2023)

## Distinctions
- Chevalier de l'ordre des Arts et des Lettres (2007)